# Sigtunafjärden

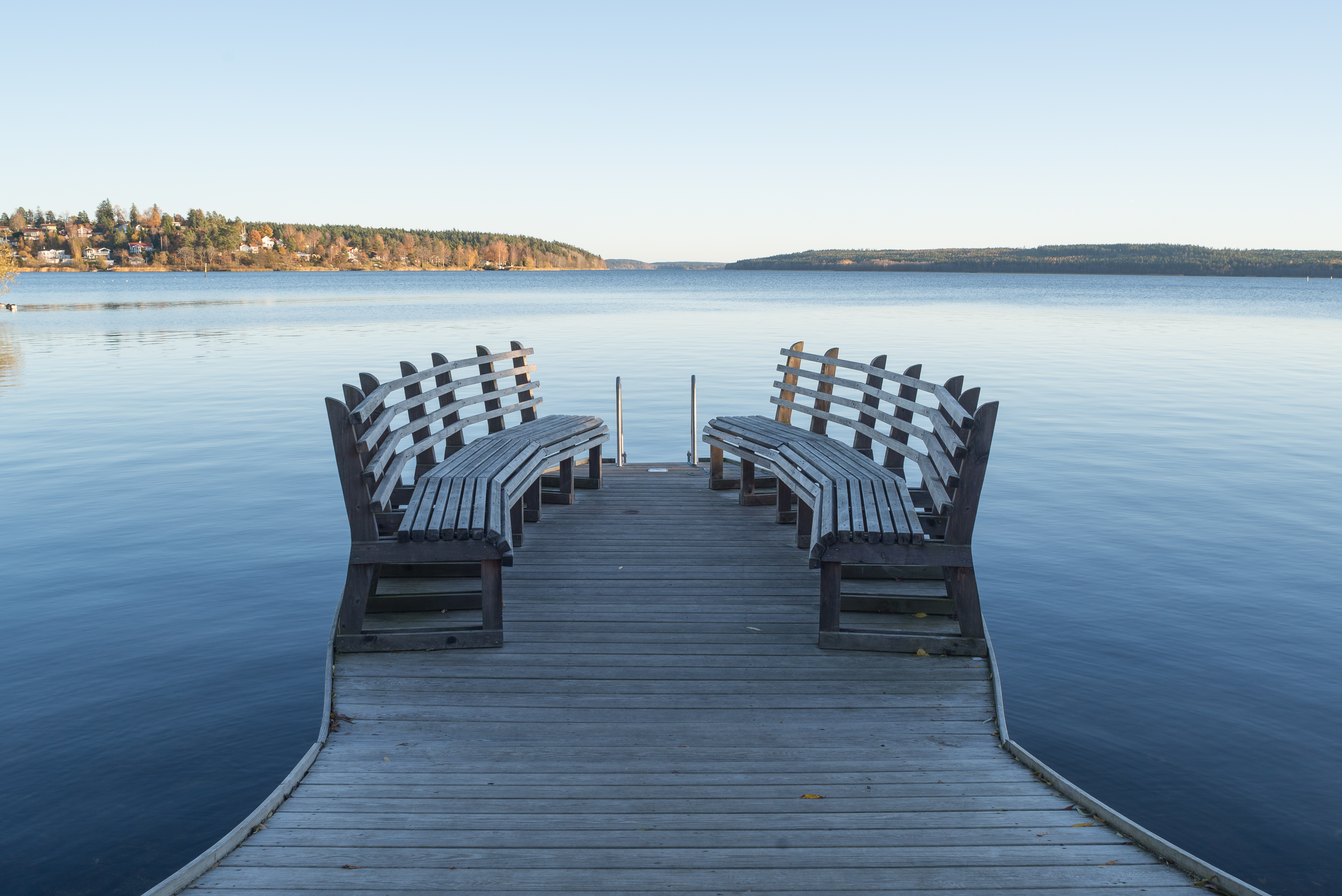
Brygga i Sigtuna med vy mot Sigtunafjärden.

Sigtunafjärden är en fjärd av Mälaren som i nordväst vid Sigtuna har förbindelse med  Mälarens nordligaste fjärd Ekoln och i syd med fjärden Skarven.